# Friedrich August Wolf
Friedrich August Wolf (15. února 1759 Hainrode – 8. srpna 1824 Marseille) byl německý klasický filolog.

## Dílo
Ve svém hlavním díle Prolegomena ad Homerum (vznik 1795) kriticky zkoumal vznik Homérových eposů Ilias a Odyssea (tzv. homérská otázka). Zpochybnil přitom Homéra jako jediného autora obou eposů.